# Ґринделія розчепірена
Ґринде́лія розчепі́рена (Grindelia squarrosa) — дворічна трав'яниста рослина родини айстрових.

## Морфологічна характеристика
Стебло розгалужене, до 60 см заввишки. Листки довгасті, стеблообгортні, цілісні. Квітки жовті, в кошиках, що утворюють волоте- або щиткоподібне смолянисте суцвіття; крайові квітки — язичкові, неплідні; серединні — трубчасті, двостатеві. Цвіте у червні — вересні. Плід — сім'янка.

## Поширення
Росте повсюди як бур'ян, найчастіше уздовж доріг на сухих місцях.
Спочатку цей вид був, ймовірно, поширений на Великих рівнинах і Скелястих горах. Звідти він поширювався і далі, розповсюдився по всій території Сполучених Штатів, за винятком південного сходу, на півдні Канади і на півночі Мексики. Пізніше, випадки поширення ґринделії, було зареєстровано в Україні і Центральній Німеччині.
В Україні вид зростає на пасовищах, покладах, уздовж доріг і на пустирях — у Лісостепу і Степу, спорадично.

## Використання
Ґринделія використовувалася багатьма племенами індіанців як лікарська рослина. Кореневі екстракти застосовували Blackfoot, під час скарг на печінку. Cheyenne, прикладали смоляні квіти, у разі шкірних захворювань. Екстракти смоли рослини, вживали за застуди, під час бронхіту або як контрацептиви.
Для лікарських потреб заготовляють надземну частину рослини під час цвітіння.
Рослина містить глікозиди, борнеол, сапоніни, флавоноїди, фітостерол, фенол, селен.
Галенові препарати ґринделії розчепіреної мають спазмолітичні, антисептичні, протиалергічні, відхаркувальні, сечогінні властивості. Застосовують при фарингіті, трахеїті, бронхіті, набряках, гіпотонії, алергії.
Внутрішньо — настій трави ґринделії розчепіреної (20 г сухої трави заливають 200 мл окропу, настояти 50 хв) пити по 1 ст ложці 4 рази на день. Настоянку трави ґринделії (10 г сухої трави на 50 мл 70 % розчину спирту, настоювати 5 днів) приймати по 40 крапель тричі на день. Зовнішньо — настоянку ґринделії розчепіреної (1:5 на 70 % розчині спирту) для компресів та примочок перед застосуванням її розводять кип'яченою водою (1:3). Добрий ефект дає настоянка розведена на воді 1:2 при вуграх, гноячкових пошкодженнях шкіри обличчя.